# مركب موصل الإكسون

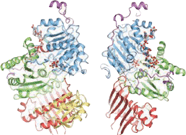
صورة لبنية لب مركب EJC مرتبط مع نسخة رنا بدقة 2.3 أنغستروم.

مركب مَوصِل الإكسون (EJC) هو مركب بروتيني يتكون على سلسلة رنا رسول أولي في موصِل (ملتقى) إكسونين تم وصلهما معا أثناء وصل الرنا. مركبات موصل الإكسون لها تأثيرات كبيرة على ترجمة ومراقبة ومكان انتقال الرنا الموَصَّل. يتم تجميع هذا المركب لأول مرة على الرنا الرسول أثناء الوصل ثم ينتقل مع الرنا إلى السيتوبلازم، أين يلعب دورا كبيرا في تنظيم ما بعد النسخ الخاص بالرنا. يُعتقد أن مركبات موصل الإلكترون توفر ذاكرة مختصة بموضع حدوث الوصل. يتكون مركب موصل الإكسون من لبٍ رباعيِّ القسيمات متغاير والذي يعمل كمنصة ارتباط للعوامل الأخرى الضرورية في مسار الرنا الرسول. يحتوي لب هذا المركب على بروتينِ عامل البدء الخاص بحقيقيات النوى 4A-3 ‏(eIF4A-3 هو هيليكاز رنا من عائلة صندوق DEAD) مترابطٍ مع مشابهٍ لثلاثي فوسفات الأدينوسين (ATP)، وكذلك البروتينين الإضافيين MAGOH وY14. ارتباط هذه البروتينات بنطاقات نووية مبقعة تم قياسه مؤخرا وربما يتم تنظيمه بواسطة مسارات تأشير PI3K/AKT/mTOR. في سبيل حدوث ارتباط المركب بالرنا الرسول، يجب تثبيط عامل البدء eIF4A-3 وهذا يوقِف حلمأة الـATP، ما يجعل مركب موصل الإكسون مركبا معتمدا على الـATP. يتآثر مركب موصل الإكسون كذلك مع عدد كبير من البروتينات الأخرى أشهرها بروتينات SR، وقد اقتُرح أن هذه التآثرات مهمة في ضغط الرنا الرسول. دور مركب موصل الإكسون في تصدير الرنا الرسول محل خلاف.

## البروتينات المكوِنة
يتكون مركب موصل الإكسون من عدة بروتينات مقتاحية: RNPS1، وY14، وSRRM1 وALY/REF وMagoh وأخرى غيرها. يمكن أن يعمل RNPS1 كمنشط شريك في عملية الوصل، لكن بالاشتراك مع Y14 فإن له دور كذلك في علمية تفكك الرنا بلا معنى لدى حقيقيات النوى. SRm160 هو منشط شريك آخر تم اقتراح أنه يعمل لتحسين معالجة النهاية 3' الخاصة بالرنا الرسول. أما البروتين المكوِّن Magoh فيُعتقد أنه يسهل تموضع الرنا الرسول في مكانه في السيتوبلازم بينما يباشر Aly عملية تصدير الرنا من النواة إلى السيتوبلازم. يُعتقد أن Aly يتم توظيفه وتجميعه مع مركب وصل الإكسون بواسطة البروتين UAP56. يُعتبر UAP56 هليكاز رنًا، لكنه يعمل كعامل وصل مطلوب من أجل التجميع الأولي لجسيم التوصيل. يوجد عامل آخر له دور في مسار مركب توصيل الإكسون وهو DEK، ويُعرف بأن هذا البروتين المكوِن له دور في عدة وظائف تتراوح بين الوصل إلى تنظيم النسخ وتنظيم بنية الكروماتين.

## البنية
أظهرت بلورة مركب موصل الإكسون التنظيم البنيوي للبروتينات المكونة له. أبعاد لب المركب عموما هي 99 على 67 على 54 أنغستروم. وهو منتظم حول عامل eIF4A-3. يتكون العامل في حد ذاته من نوعين مختلفين من الهيئات البنيوية حول الرنا الرسول: مغلقة ومفتوحة. في حالة الهيئة المغلقة، يشكل نطاقي eIF4A-3 مواقع ارتباط مركبة لـ5'-أدينيليل-ß- - أميدو ثنائي الفوسفات (ADPNP) وللرنا الرسول. في الهيئة المفتوحة، يستدير النطاقان بـ160 درجة بالنسبة للهيئة المغلقة. يرتبط البروتينان المكونان Magoh وY14 معا لتشكيل ثنائي قسمات متغاير يتواجد في القطب 5' من مركب موصل الإكسون. يرتبط Magoh مع نطاقٍ لـeIF4A-3 عبر تآثرات بين وحداتٍ من لولبيْ نهايته الكربوكسيلية وإحدى نهايتي صحيفة بيتا كبيرة. تشكِل الوحدات المحفوظة في الرابط الذي يربط بين نطاقي eIF4A-3 جسورا ملحية أو روابط هيدروجينية مع وحدات مخصصة في بروتين Magoh. تحدث ترابطات أخرى بين الحلقة الثانية من صحيفة بيتا الخاصة بـMagoh ونطاقي eIF4A-3 والرابط بينهما. توجد رابطة جزئية واحدة فقط مشكلة بين Y14 وeIF4A-3، وتتكون من جسر ملحي بين الوحدات المحفوظة لـY14 Arg108 وeIF4A-3 Asp401. لو تحدث طفرات في كلا هذه الوحدات فإن ارتباط Magoh-Y14 مع مركب موصل الإكسون لن يحدث.

## الآلية
أثناء الخطوة الثانية في الوصل لدى حقيقيات النوى، يتموضع مركب موصل الإكسون حوالي 20-24 نوكليوتيد من مكان الوصل (أين تم وصل الإكسونين) من جهة النهاية 5' عندما يتشكل الطوق ويتم ربط الإكسونين مع بعض. يحدث ارتباط مركب الموصل مع الرنا الرسول بطريقة مستقلة عن التسلسل، لتكوين البروتين النووي الريبوزي الرسول البالغ (mRNP). يبقى مركب الموصل مرتبطا باستقرار مع الرنا الرسول بينما يتم تصديره خارج النواة إلى السيتوبلازم، والبروتينات المكونة إما أن ترتبط مع مركب الموصل أو يفصلها عنه بينما ينتقل الرنا إلى السيتوبلازم. في سبيل حدوث نقل جزيئات الرنا الرسول عبر المسام النووي، يحب أن يرتبط ثنائي قسمات متغاير يتكون من NXF1/TAP وNXT1/P15 مع جزيئات الرنا هذه. NXF1/TAP هو مستقبِل كبير لجزيئات الرنا الرسول المصدرة إلى السيتوبلازم، وذلك لأنه يتآثر مع كل من البروتينات الموائمة المرتبطة بالرنا والبروتينات المكونة لمركب المسام النووي.
يحدث التعرف على كودونات التوقف المبتسرة أثناء الترجمة في السيتوبلازم والصورة الموضحة بالأسفل توحي بأن عملية التعرف نووية عكس النظرة العامة في هذا المجال، وعلى القراء الانتباه إلى أن الترجمة في النواة محل خلاف كبير وليست مدعومة جيدا بالبيانات.

## في التفكك المتوسط بلا معنى

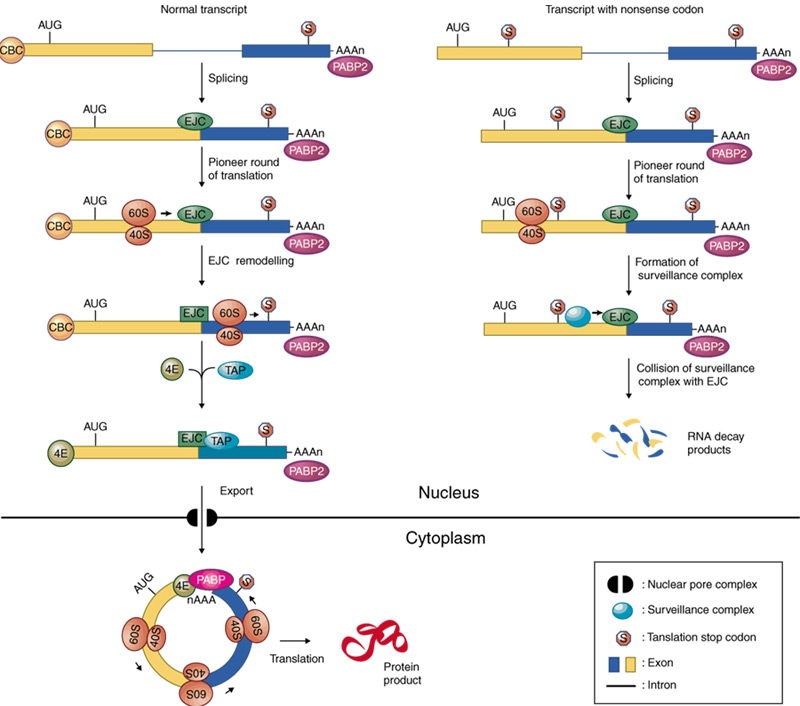
يسبب كودون التوقف المبتسر خضوع نسخة الرنا للتفكك المتوسط بلا معنى، هذا الأخير موضح في هذا المخطط على أنه يحدث في النواة عكس الأمر الشائع بأنه يحدث في السيوتوبلازم.

تعلب مركبات وصلة الإكسون دورا كبيرا في مراقبة الرنا الرسول، وبشكل محدد في مسار التفكك المتوسط بلا معنى (NMD) الذي يتم فيه تفكيك نسخ الرنا الرسول التي تحتوي على كودونات توقف مبتسرة. في ترجمة الرنا الرسول العادية، يرتبط الريبوسوم بنسخة الرنا ويبدأ بإطالة سلسلة الأحماض الأمينية، ويستمر حتى يصل إلى موضع مركب موصل الإسكون الذي ينفصل عن النسخة حينها، ثم يستمر الريبوسوم في عمله حتى يصل كودون التوقف. في التفكك المتوسط بلا معنى، تحتوي نسخة الرنا على كودون توقف مبتسر (PTC) وذلك بسبب طفرة هرائية (لا معنى لها). إن ظهر هذا الكودون قبل موقع مركب موصل الإكسون فإن هذا الأخير يبقى مرتبطا وهو الأمر الذي يستحث عملية تفكيك الرنا. تعمل وضعية مركب وصلة الإكسون كنوع من المنظمات وتحدد هل النسخة بها عيب أم لا.

معروف كذلك أن مركبات موصل الإكسون تلعب دورا في التفكك المتوسط بلا معنى بطريقة أخرى فهي توظف عوامل المراقبة UPF1 وUPF2 وUPF3. هذه البروتينات هي أهم المكونات في آلية التفكك بلا معنى. توفر بروتينات مركب موصل الإكسون MAGOH وY14 وeIF4A3 موقعا لارتباط UPF3 الذي يعمل كجسر بين UPF2 وUPF1 مشكلا مركبا ثلاثي القسمات. داخل هذا المركب، يعمل UPF2 وUPF3 بشكل تعاوني لتعزيز أتِباز وهليكاز الرنا الخاصين بـUPF1. يُرسي لب مركب موصل الإكسون باستقرارٍ مركب UPF، ويساعد في تنظيم البروتين الأساسي UPF1. توظف الريبوسومات المتوقفة في كودون توقف مبتسر UPF1 عبر تآثرات مع عاملي التحرير eRF1 وeRF3. اللذين يشكلان مع البروتينين SMG1 وUPF1 مركبا يسمى SURF، هذا المركب الأخير يشكل جسرا بين الريبوسوم ومركب موصل الإكسون المرتبط بـUPF3 وUPF2. يستحِث هذا التآثر فسفرة UPF1 بواسطة SMG1 ما يُسبب فك ارتباط eRF1 عن eRF3. بعد ذلك يستحث المركب الناتج المكون من مركب الإكسون وUPF3 وUPF2 وUPF1 المفسفر وSMG1 بدوره تفكيك الرنا الرسول.